# Gazomètre (métro léger de Charleroi)
Pour le type de réservoir, voir Gazomètre.
Gazomètre est une station du métro léger de Charleroi. C'est une station souterraine qui se trouve sur la ligne M4 vers Gilly-Soleilmont.

## Caractéristiques
Elle est complètement construite et a été inaugurée le 28 août 1992. Le nom de la station provient d'un lieu-dit tout proche. La station dessert un centre commercial, une zone de commerces et d'habitations. Cette station a été imaginée par l'architecte Jean Yernaux. La décoration est similaire à celle de Samaritaine, à la différence près que la couleur dominante est le jaune.
Une gare des bus dessert la station.
En 2014, la station a fait l'objet d'une rénovation, pour un coût total de 1,3 million d'euros. Cette rénovation a concerné l'éclairage et l'esthétique de la station, ainsi que l'accès pour personnes à mobilité réduite.

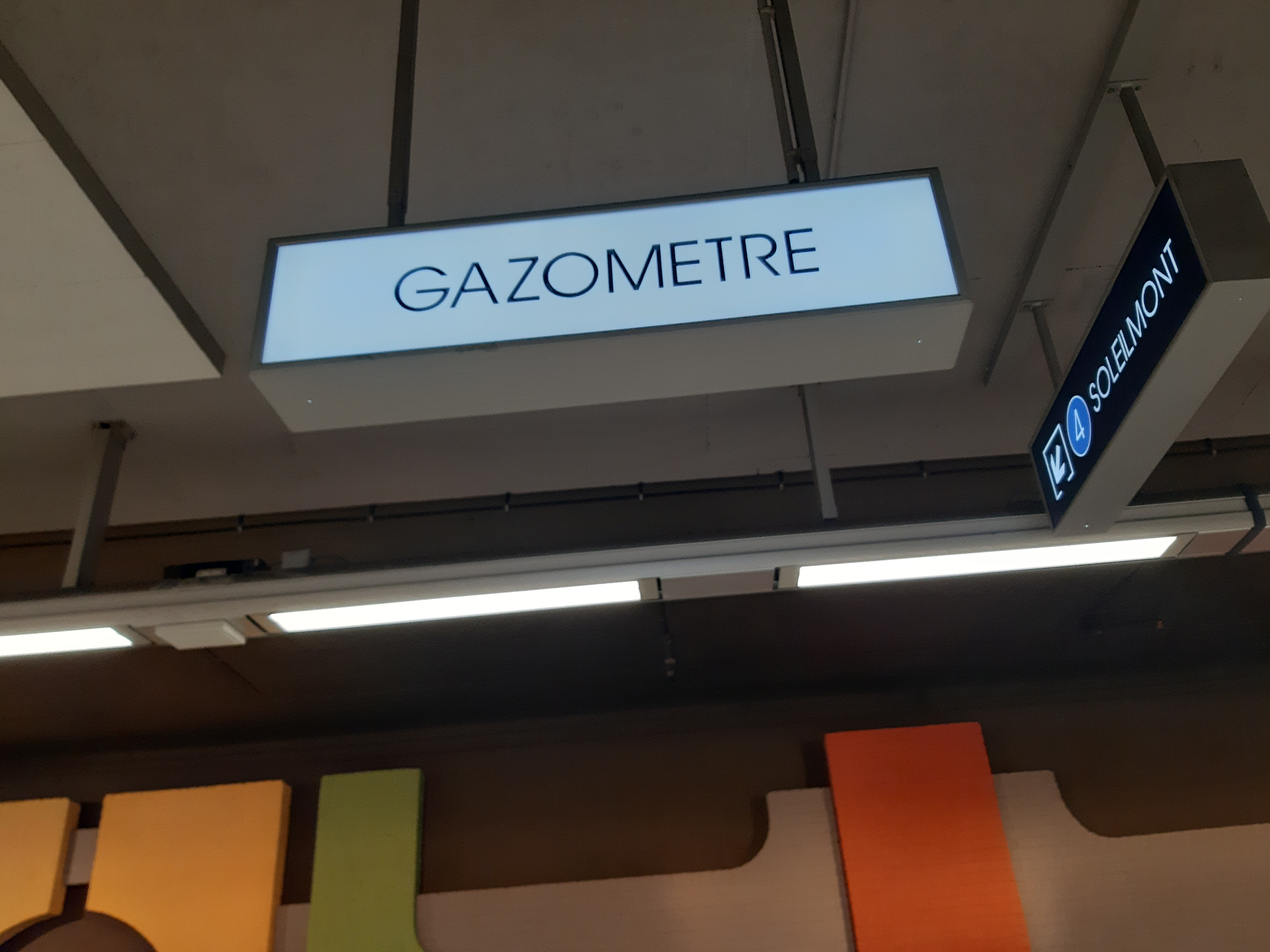
Panneau de station
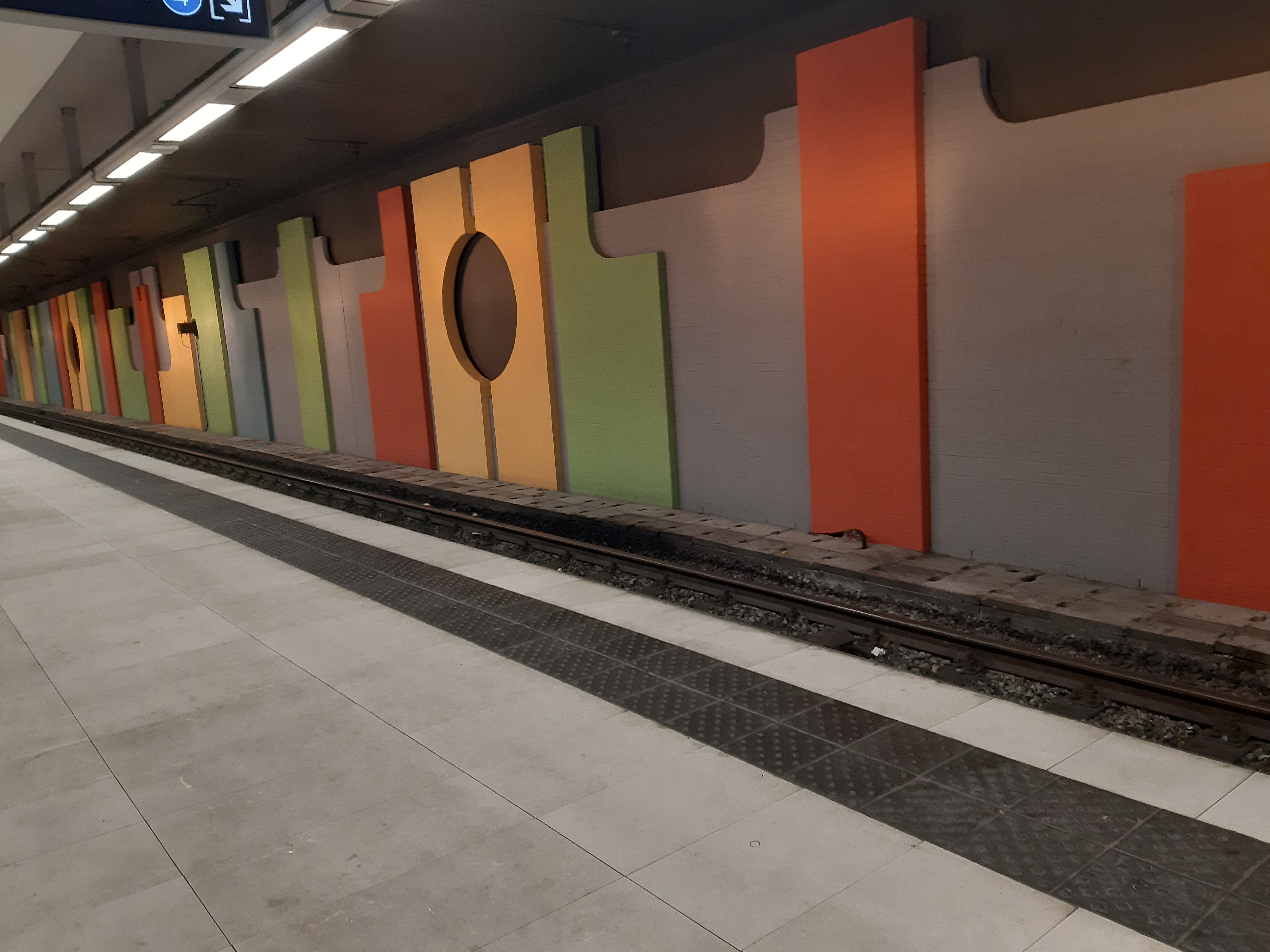
Mur de décoration
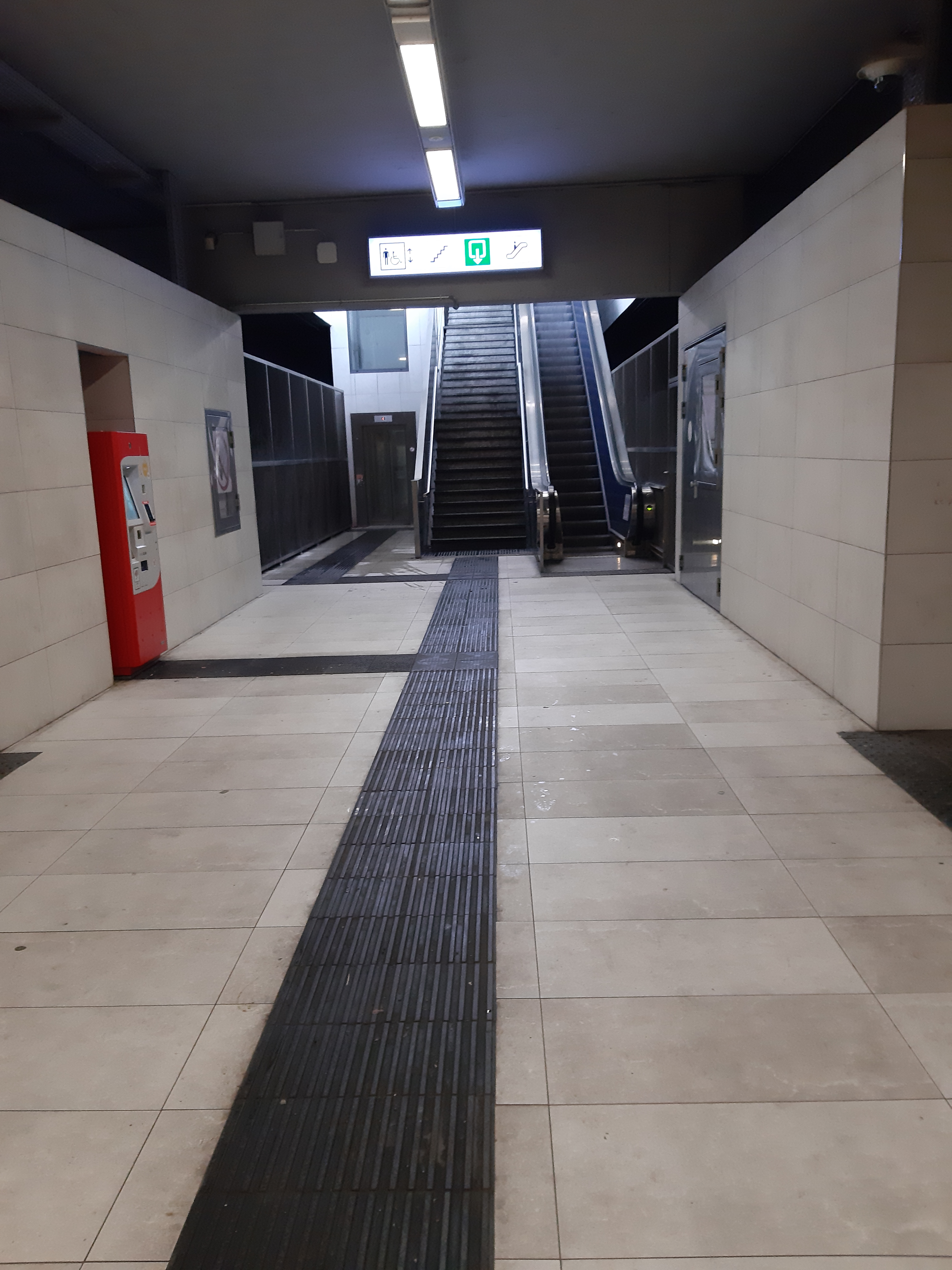
Entrée/Sortie
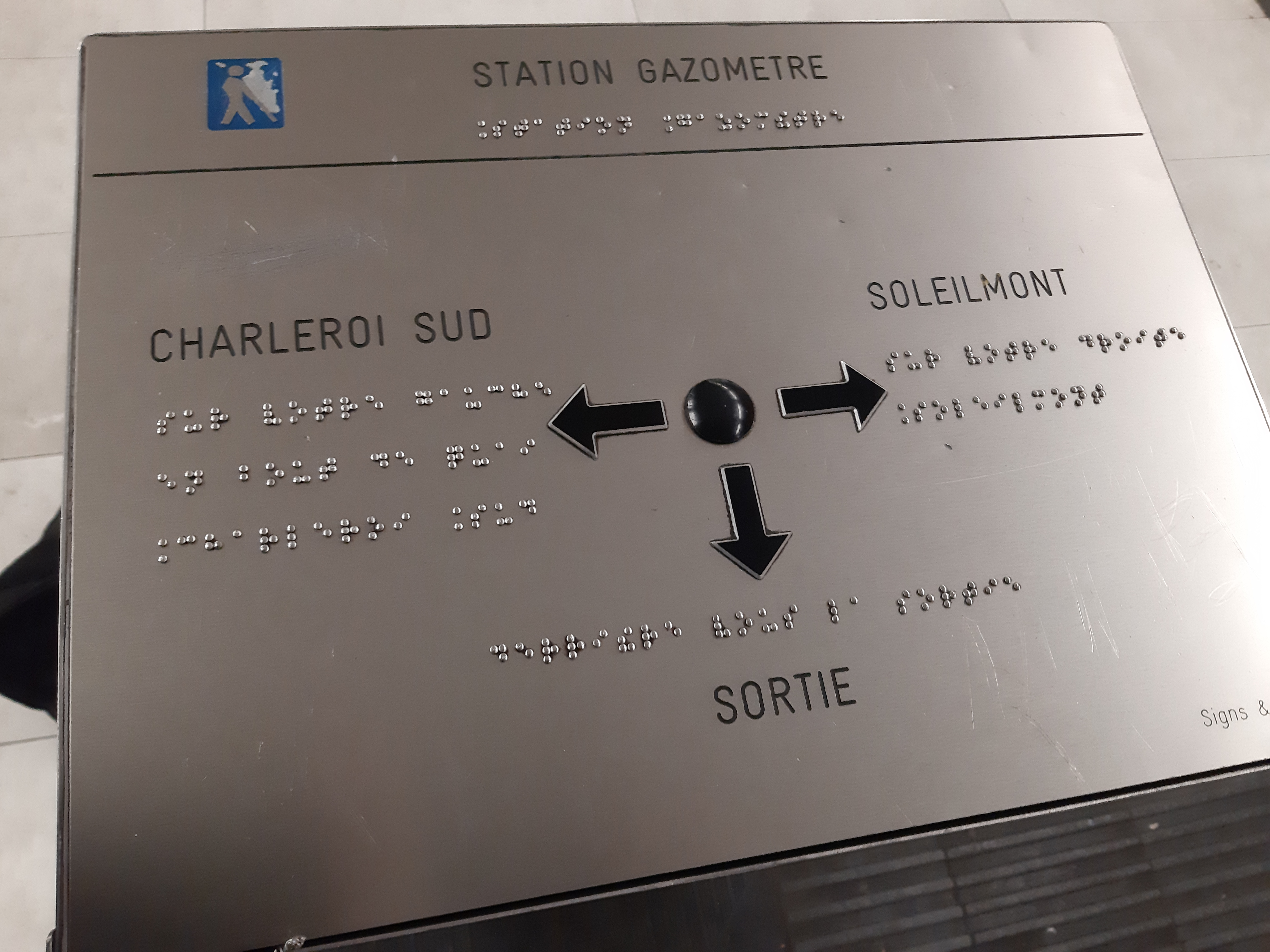
Indication en braille